# Tre Kronor (1706)
Tre Kronor var ett svenskt örlogsskepp och ett linjeskepp som byggdes 1706 efter ritningar av Charles Sheldon i Karlskrona. Fartyget förde 86 kanoner och deltog i slaget vid Köge bukt 1710 där det gick förlorat.